# 55733 Lepsius
55733 Lepsius este un asteroid din centura principală de asteroizi.

## Descriere
55733 Lepsius este un asteroid din centura principală de asteroizi. A fost descoperit pe 27 noiembrie 1986 la Tautenburg de Freimut Börngen. Asteroidul prezintă o orbită caracterizată de o semiaxă mare de 2,98 ua, o excentricitate de 0,12 și o înclinație de 12,3° în raport cu ecliptica.